# Calcolo
Calcolo (subtitel A Quarterly on Numerical Analysis and Theory of Computation) is een internationaal, aan collegiale toetsing onderworpen wetenschappelijk tijdschrift op het gebied van de wiskunde. Het wordt uitgegeven door Springer Science+Business Media namens het in Pisa gevestigde  Institute for Informatics and Telematics. Dit van oorsprong Italiaanstalige tijdschrift publiceert tegenwoordig in het Engels.